# ジョニー・ヘルウェグ
ジョン・デイビッド・ヘルウェグ（John David Hellweg, 1988年10月29日 - ）は、アメリカ合衆国ミシガン州アナーバー出身のプロ野球選手（投手）。右投右打。

## 経歴

### エンゼルス傘下時代
2008年にMLBドラフト16巡目（全体1357位）でロサンゼルス・エンゼルスから指名。エンゼルスではAA級アーカンソー・トラベラーズでプレーしたのが最高で、メジャーに昇格することはなかった。

### ブルワーズ時代
2012年7月27日にザック・グレインキーとのトレードで、ジーン・セグラ、アリエル・ペーニャと共にミルウォーキー・ブルワーズへ移籍した。
2013年6月26日にメジャーデビュー。8試合（うち先発7試合）に登板し、1勝4敗、防御率6.75の成績を残した。
2014年はシーズンの大半を故障の治療に費やし、AAA級ナッシュビル・サウンズで4試合に登板したのみに終わった。
2015年11月6日にFAとなった。

### ブルワーズ退団後
2015年11月17日にサンディエゴ・パドレスとマイナー契約を結び、翌年のスプリングトレーニングに招待選手として参加することになった。
2016年はパドレス傘下AA級エルパソ・チワワズ、AAA級サンアントニオ・ミッションズともに防御率10点台という成績に終わり、6月30日に自由契約となった。7月8日にカナディアン・アメリカン・リーグのニュージャージー・ジャッカルズと契約した。20試合に登板し、3勝1敗1セーブ、防御率3.43の成績を残した。11月6日にシンシナティ・レッズとマイナー契約を結んだが、公式戦で登板することなく退団した。
2017年は再びニュージャージー・ジャッカルズと契約した。ストッパーとして36試合に登板し2勝3敗19セーブ、防御率3.43の好成績を残し、8月24日にピッツバーグ・パイレーツとマイナー契約を結んだ。
2018年はパイレーツ傘下AAA級インディアナポリス・インディアンズで24試合に登板し、1勝1敗11セーブ、防御率1.33の成績を残した。

### 広島時代
2018年6月26日に広島東洋カープと契約したことが発表された。背番号は62。9月に一軍に昇格。9月20日の阪神タイガース戦でデビューし、1回1奪三振無失点だった。中継ぎとして7試合に登板して2ホールド、10奪三振、防御率1.13だった。日本シリーズでも3試合に登板した。
2019年も外国人枠により出番は限られ5試合の登板に終わり、シーズン終了後に自由契約となった。

### 広島退団後
2020年にセントルイス・カージナルスとマイナー契約を結んだ。しかし、新型コロナウイルス感染拡大により、マイナー選手の大量解雇が各球団で発生。ヘルウェグもその煽りを受け5月27日に解雇された。
2021年2月22日に独立リーグ・アトランティックリーグのロングアイランド・ダックスと契約した。

## 選手としての特徴・人物
156km/hの直球のほか、スライダー、カットボール、シンカーを投げる。
愛称はアメリカン・コミックスおよび映画の主人公にちなんだ「ヘルボーイ」、「ヘルレーザー」。

## 詳細情報

### 年度別投手成績
| 年 度    | 球 団    | 登 板 | 先 発 | 完 投 | 完 封 | 無 四 球 | 勝 利 | 敗 戦 | セ 丨 ブ | ホ 丨 ル ド | 勝 率 | 打 者 | 投 球 回 | 被 安 打 | 被 本 塁 打 | 与 四 球 | 敬 遠 | 与 死 球 | 奪 三 振 | 暴 投 | ボ 丨 ク | 失 点 | 自 責 点 | 防 御 率 | W H I P |
| -------- | -------- | ----- | ----- | ----- | ----- | -------- | ----- | ----- | -------- | ----------- | ----- | ----- | -------- | -------- | ----------- | -------- | ----- | -------- | -------- | ----- | -------- | ----- | -------- | -------- | ------- |
| 2013     | MIL      | 8     | 7     | 0     | 0     | 0        | 1     | 4     | 0        | 0           | .200  | 162   | 30.2     | 40       | 3           | 26       | 0     | 8        | 9        | 4     | 0        | 30    | 23       | 6.75     | 2.15    |
| 2018     | 広島     | 7     | 0     | 0     | 0     | 0        | 0     | 0     | 0        | 2           | ----  | 33    | 8.0      | 4        | 0           | 5        | 0     | 1        | 10       | 0     | 0        | 1     | 1        | 1.13     | 1.13    |
| 2019     | 広島     | 5     | 0     | 0     | 0     | 0        | 1     | 0     | 0        | 1           | 1.000 | 13    | 3.2      | 2        | 0           | 1        | 0     | 0        | 2        | 0     | 0        | 0     | 0        | 0.00     | 0.82    |
| MLB：1年 | MLB：1年 | 8     | 7     | 0     | 0     | 0        | 1     | 4     | 0        | 0           | .200  | 162   | 30.2     | 40       | 3           | 26       | 0     | 8        | 9        | 4     | 0        | 30    | 23       | 6.75     | 2.15    |
| NPB：2年 | NPB：2年 | 12    | 0     | 0     | 0     | 0        | 1     | 0     | 0        | 3           | 1.000 | 46    | 11.2     | 6        | 0           | 6        | 0     | 1        | 12       | 0     | 0        | 1     | 1        | 0.77     | 1.03    |

- 2019年度シーズン終了時

### 記録
NPB投手記録
- 初登板：2018年9月20日、対阪神タイガース21回戦（MAZDA Zoom-Zoom スタジアム広島）、9回表に5番手で救援登板・完了、1回無失点
- 初奪三振：同上、9回表に陽川尚将から空振り三振
- 初ホールド：2018年9月29日、対読売ジャイアンツ23回戦（東京ドーム）、6回裏に2番手で救援登板、1回無失点
- 初勝利：2019年9月23日、対中日ドラゴンズ24回戦（MAZDA Zoom-Zoom スタジアム広島）、10回表に5番手で救援登板・完了、1/3回無失点

### 背番号
- 40 （2013年）
- 62 （2018年 - 2019年）